# Championnat d'Iran de football 2019-2020
Navigation
Saison précédente Saison suivante
La saison 2019-2020 du Championnat d'Iran de football est la trente-huitième édition du championnat national de première division iranienne. Les seize meilleurs clubs du pays prennent part au championnat organisé par la Fédération d'Iran de football. Les équipes sont regroupées au sein d'une poule unique, où elles rencontrent leurs adversaires deux fois, à domicile et à l'extérieur. À l'issue du championnat, les deux derniers du classement sont relégués et remplacés par les deux meilleurs clubs de deuxième division (en) (Azadegan League).
Le Persépolis FC, tenant du titre, remporte son treizième titre de champion d'Iran, le sixième depuis la création de la Pro League.

## Qualifications continentales
En fin de saison, le champion et le vainqueur de la Coupe d'Iran se qualifient pour la phase de groupes de la Ligue des champions tandis que le 2e et le 3e du classement doivent passer par le tour préliminaire. Si le vainqueur de la Coupe se classe parmi les trois premiers, c'est le 4e qui obtient son billet pour les barrages de la Ligue des champions.

## Les clubs participants
- Esteghlal Téhéran
- Persépolis FC
- Zob Ahan FC
- Saipa Karaj
- Machine Sazi FC
- Padideh Mashhad est renommé Shahr Khodro FC
- Pars Jonoubi Jam FC
- Paykan Football Club
- Foolad Ahvaz
- Shahin Bushehr FC - Promu de Liga Azadegan
- Sepahan FC
- Naft Masjed Soleyman
- Sanat Naft
- Gol Gohar Sirjan FC  - Promu de Liga Azadegan
- Tractor Sazi
- Nassaji Mazandaran

## Compétition

### Classement
Le classement est établi sur le barème de points classique (victoire à 3 points, match nul à 1, défaite à 0).
| Rang | Équipe                | Pts | J  | G  | N  | P  | Bp | Bc | Diff |
| ---- | --------------------- | --- | -- | -- | -- | -- | -- | -- | ---- |
| 1    | Persépolis FCT        | 67  | 30 | 21 | 4  | 5  | 46 | 17 | +29  |
| 2    | Esteghlal Téhéran     | 53  | 30 | 14 | 11 | 5  | 55 | 31 | +24  |
| 3    | Foolad Ahvaz          | 51  | 30 | 14 | 9  | 7  | 28 | 19 | +9   |
| 4    | Tractor Sazi C        | 50  | 30 | 14 | 8  | 8  | 31 | 23 | +8   |
| 5    | Sepahan Ispahan       | 49  | 30 | 12 | 13 | 5  | 39 | 22 | +17  |
| 6    | Shahr Khodro FC       | 46  | 30 | 12 | 10 | 8  | 27 | 25 | +2   |
| 7    | Sanat Naft            | 41  | 30 | 11 | 8  | 11 | 29 | 33 | -4   |
| 8    | Naft Masjed Soleyman  | 38  | 30 | 7  | 17 | 6  | 24 | 22 | +2   |
| 9    | Nassaji Mazandaran    | 38  | 30 | 8  | 14 | 8  | 30 | 32 | -2   |
| 10   | Gol Gohar Sirjan FC P | 33  | 30 | 7  | 12 | 11 | 27 | 34 | -7   |
| 11   | Machine Sazi FC       | 31  | 30 | 8  | 7  | 15 | 28 | 40 | -12  |
| 12   | Zob Ahan FC           | 30  | 30 | 7  | 9  | 14 | 31 | 39 | -8   |
| 13   | Paykan Football Club  | 29  | 20 | 6  | 11 | 13 | 38 | 44 | -6   |
| 14   | Saipa Karaj           | 29  | 30 | 5  | 14 | 11 | 24 | 35 | -11  |
| 15   | Pars Jonoubi Jam FC   | 27  | 30 | 4  | 15 | 11 | 20 | 30 | -10  |
| 16   | Shahin Bushehr FC P   | 22  | 30 | 4  | 10 | 16 | 26 | 57 | -31  |

|  | Qualification pour la Ligue des champions de l'AFC 2021                         |
|  | Qualification pour le tour préliminaire de la Ligue des champions de l'AFC 2021 |
|  | Relégation directe en Liga Azadegan                                             |
|  | T : Tenant du titre C : Vainqueur de la Coupe d'Iran P : Promu de Liga Azadegan |

## Bilan de la saison
| Championnat d'Iran de football 2019-2020 |                           |
| Champion                                 | Persépolis FC (13e titre) |
| Coupes et trophées                       |                           |
| Vainqueur de la Coupe d'Iran 2019-2020   | Tractor Sazi              |
| Qualifications continentales             |                           |
| Ligue des champions de l'AFC 2021        | Persépolis FC             |
| Ligue des champions de l'AFC 2021        | Tractor Sazi              |
| Ligue des champions de l'AFC 2021        | Esteghlal Téhéran         |
| Ligue des champions de l'AFC 2021        | Foolad Ahvaz              |
| Promotions et relégations                |                           |
| Promus en Persian Gulf Pro League        | Aluminium Arak FC         |
| Promus en Persian Gulf Pro League        | Mes Rafsanjan FC          |
| Relégués en Liga Azadegan                | Pars Jonoubi Jam FC       |
| Relégués en Liga Azadegan                | Shahin Bushehr FC         |